# 301P/LINEAR-NEAT
301P/LINEAR-NEAT è una cometa periodica appartenente alla famiglia delle comete gioviane, la cometa è stata scoperta dai programmi di ricerca astronomica LINEAR e NEAT.

## Storia della scoperta
La cometa è stata scoperta inizialmente il 21 gennaio 2001 da LINEAR e ritenuta un asteroide e come tale denominata 2001 BB50, in seguito il 18 marzo 2001 è stata riscoperta sempre da LINEAR e ancora ritenuta un asteroide, solo il 20 marzo 2001 è stata nuovamente riscoperta, questa volta da NEAT e in tale occasione si è visto che era in realtà una cometa. La sua riscoperta il 1 marzo 2014 ha permesso di numerarla.